# Valfloriana
Valfloriana (deutsch veraltet: Welsch-Flörian) ist eine italienische Gemeinde (comune) im Trentino in der autonomen Region Trentino-Südtirol. Die Gemeinde zählt 470 Einwohner (Stand am 31. Dezember 2023) und liegt etwa 26,5 Kilometer nordöstlich von Trient im Fleimstal an der Grenze zu Südtirol. Valfloriana gehört zur Talgemeinschaft Comunità territoriale della Val di Fiemme. Der Verwaltungssitz der Gemeinde befindet sich im Ortsteil Casatta. Den Norden der Gemeinde begrenzt der Avisio.

## Söhne und Töchter des Ortes
- Simone Tonini (1921–2019), Benediktinermönch, Generalabt der Silvestriner (1972–1989)